# Para para

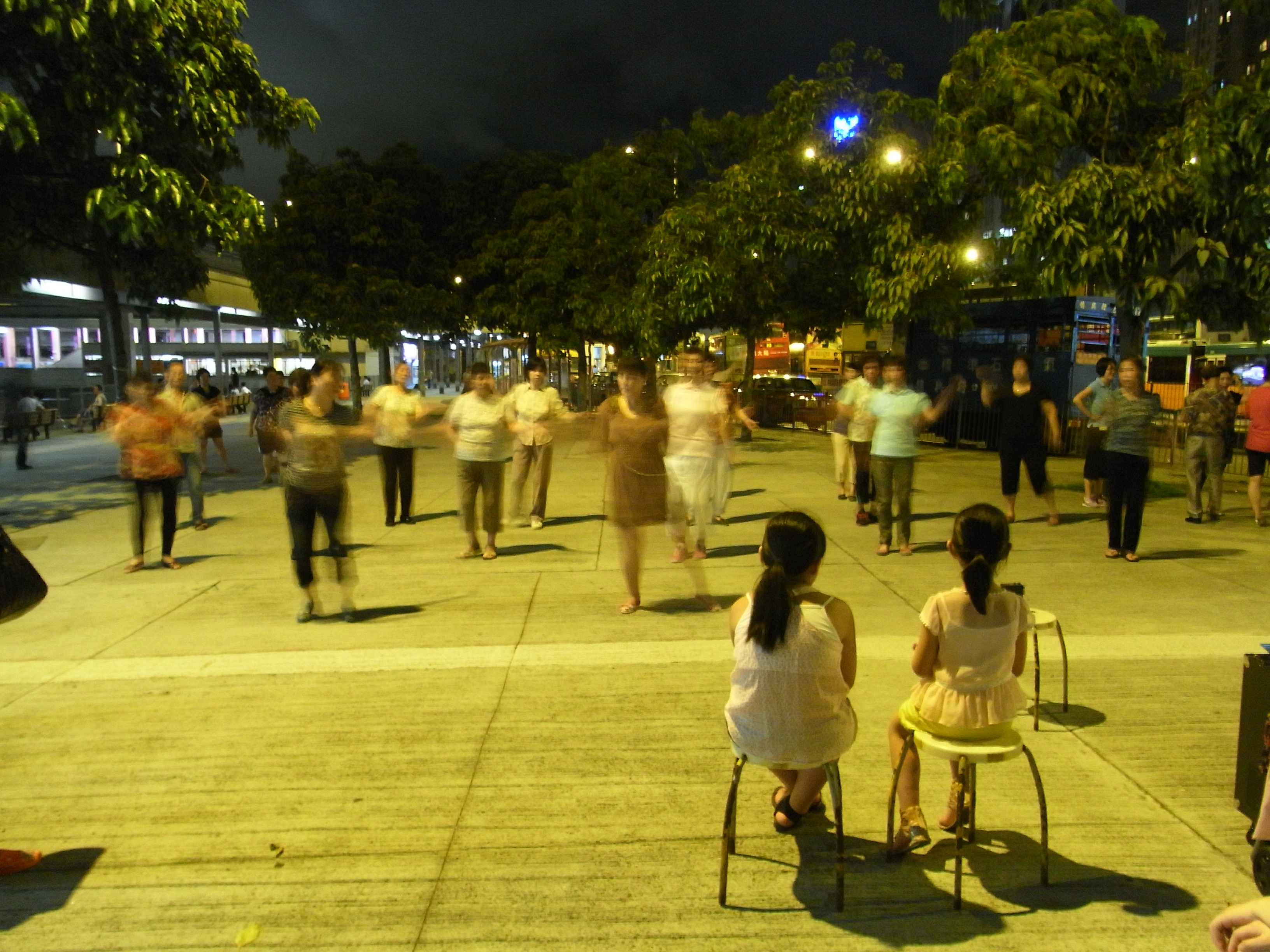
Para Para tanec v Hong Kongu

Para Para (japonsky: パラパラ; též „Parapara“ nebo „Para-Para“) je populární synchronizovaný japonský klubový tanec, vzniklý v sedmdesátých letech 20. století. Oproti ostatním klubovým tancům se vyznačuje specifickými, předvolenými pohyby ke každé písni, kde všichni dělají totéž najednou.

## Popis
Při tomto druhu tance se používají převážně ruce, k udržení rytmu se často používá „přešlapování“ z místa na místo do stran a pohybu boků, některé sestavy vyžadují detailní pohyby nohou. Parapara se tancuje převážně na styl hudby zvaný Eurobeat nebo Eurodance, tvoří „vizualizaci“ pro hudbu formou tance.

## Varianty
- Techpara (japonsky: テクパラ): Para Para variace na Techno hudbu. Techno se v japonštině píše テクノ (tekuno). Též známo jako Tekupara (málo používáno).

- Trapara (japonsky: トラパラ): Para Para variace na Trance hudbu. Trance se v Japonštině píše トランス (toransu). Též známo jako Torapara.